# 花细狭口蛙
花细狭口蛙（学名：Kalophrynus pleurostigma）为姬蛙科细狭口蛙属的两栖动物。在中国大陆，分布于广东、广西、海南、云南等地。该物种的模式产地在印尼苏门答腊。

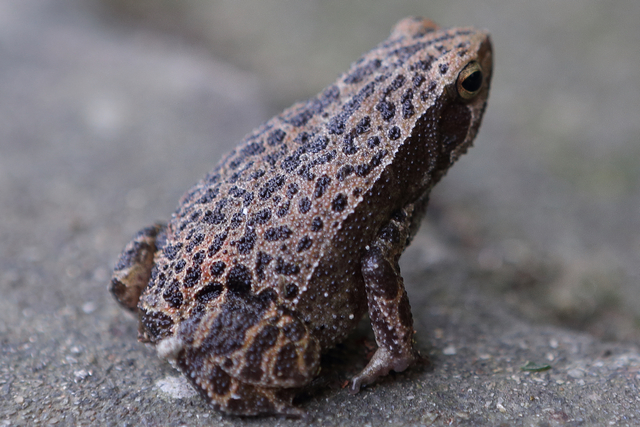
Kalophrynus pleurostigma